# Потерна

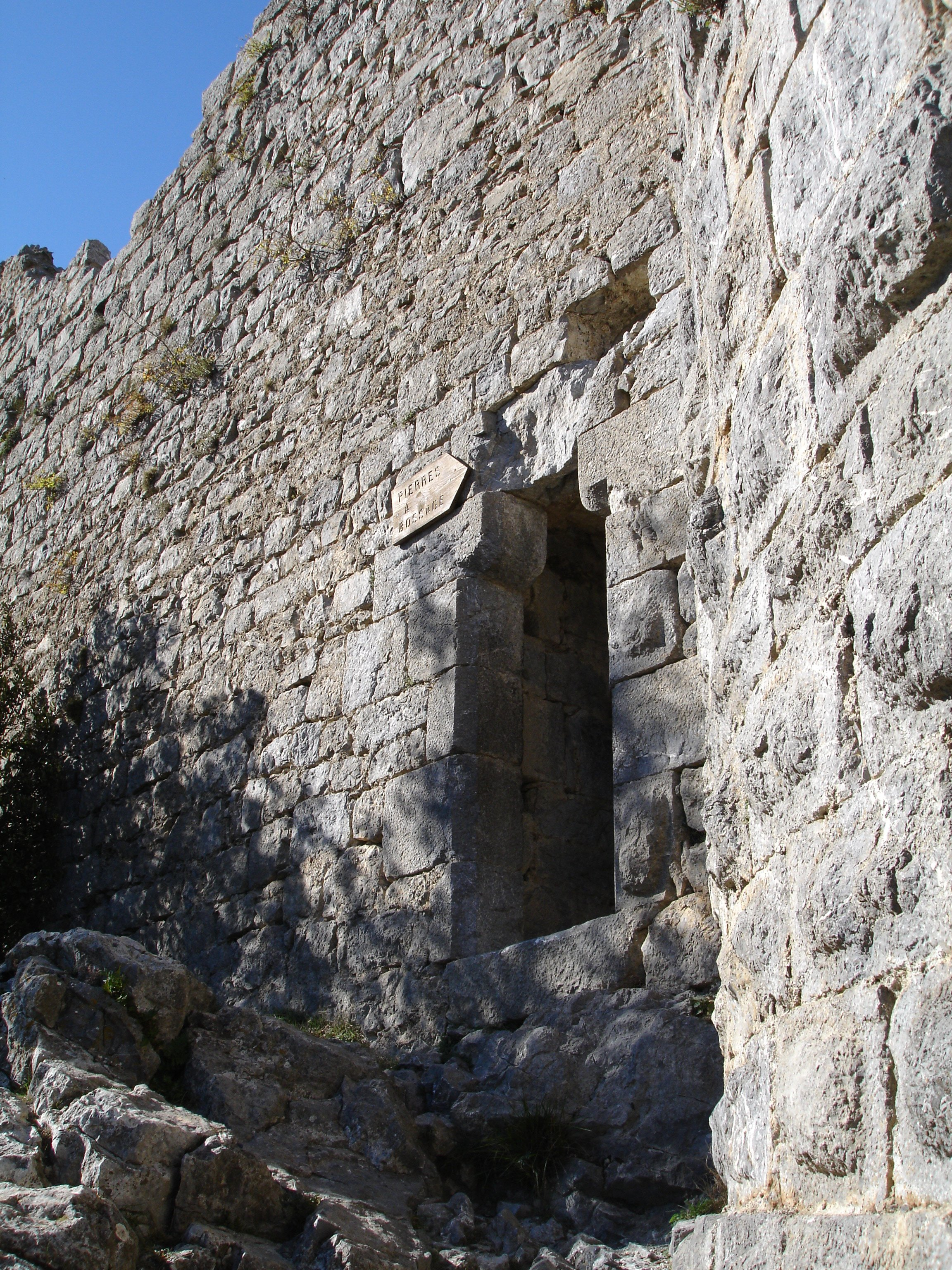
Таємні двері в фортечній стіні фортеці. Лапрадель-Пюїйоран, Франція

Поте́рна (фр. poterne) — галерея (тунель) під землею або всередині масивної споруди. У фортифікаційних спорудах служить для службового сполучення між частинами фортів та інших об'єктів, для виходу назовні. У зв'язку з останнім часто потерною називався також потайний вихід з такого тунелю. Зараз потерни зустрічаються у бетонних і залізобетонних греблях — для відведення води, зібраної дренажними системами основи або тіла греблі, для нагляду за станом внутрішніх частин та службового зв'язку всередині гідротехнічних споруди.
Потерни використовували і у ХХ столітті. Наприклад під час будівництва Київського укріпрайону. Тоді під Києвом були зведені так звані «мінні групи». Тобто кілька кулеметних бетонних казематів об'єднували мережею потерн. Така конструкція робила фортифікаційну споруду стійкою до атак врога, надавала власному гарнізону значне місце для укриття під час обстрілів, мала достатньо площі для провіанту та набоїв.

## Світлини

Схема ДОТ № 205 Київського укріпрайону: видно мережу потерн, що з'єднують окремі бойові каземати.
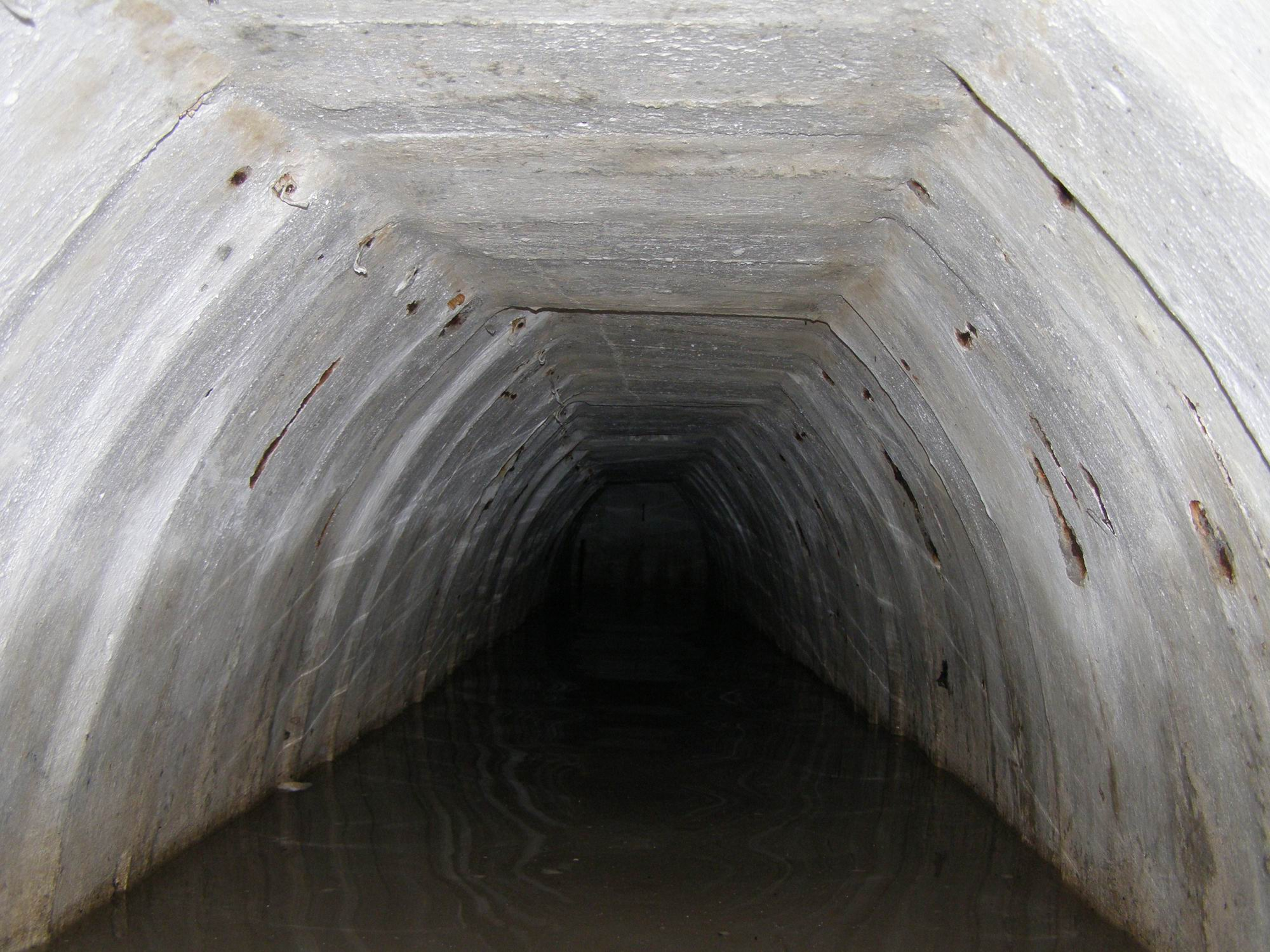
Одна з потерн ДОТ № 205 Київського укріпрайону.